# Ki mit tud? (1983)
A Ki mit tud? a Magyar Televízió kulturális tehetségkutató műsorának hetedik kiadása (más írással: Ki mit tud? '83), amelyet 1983. május 20. és július 24. között rendeztek az akkoriban átadott erzsébetvárosi Almássy téri Szabadidőközpontban.
A műsorvezető Gálvölgyi János volt, az 1968-as Ki mit tud? egyik győztese. A zsűriben a korábbi kiadásokban állandó zsűritagok (Major Tamás, Szinetár Miklós, Petrovics Emil, Vásárhelyi László) mellé csatlakozott Benkó Sándor zenész (korábbi Ki mit tud?-résztvevő), Faragó Laura népdalénekes és Halász Judit színésznő. A zsűrielnök sorozatban negyedszer Major Tamás volt.
A győztesek között volt Falusi Mariann dzsesszénekes (a későbbi Pa-dö-dő egyik tagja), Rókusfalvi Pált is soraiban tudó Studium Dixieland Band, Ghyczy Tamás bűvész, Forrás Csaba egyensúlyozóművész, a Szélkiáltó együttes és Farkas Kati dzsesszbalettes (későbbi koreográfus).
Itt tűnt fel a döntőben a Pokolgép együttes, de a vetélkedőben szerepelt a középdöntőig jutó Rost Andrea operaénekes, Berentei Péter énekes és a Czakó Ildikóval felálló Dopping-G együttes is (még a Szerelem első vérig-hírnév előtt).
A műsor szerkesztője Végh Miklós, rendezője Csányi Miklós volt.

## Évad ismertetése

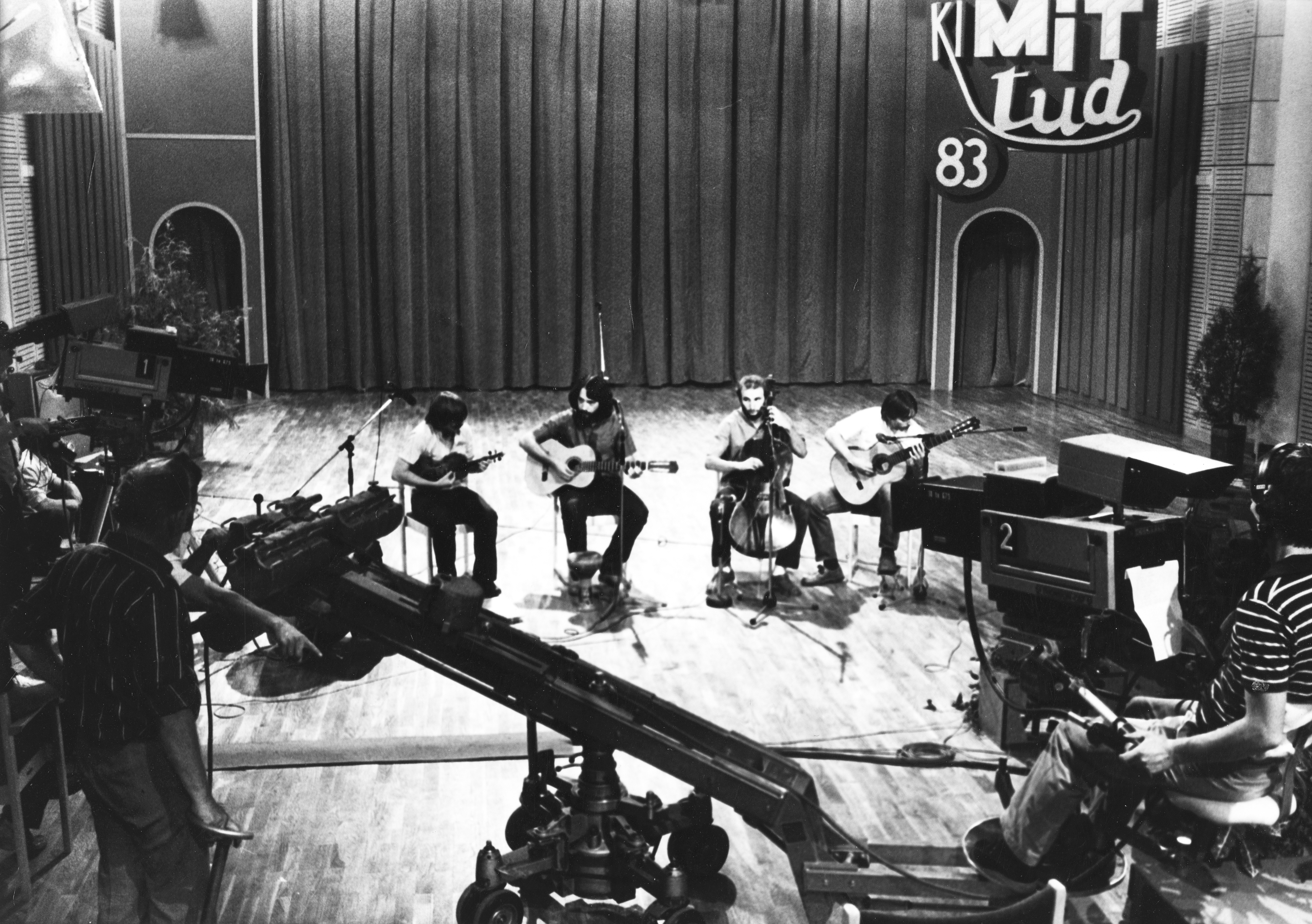
Ki mit tud?, a Szélkiáltó együttes (1983)

### Döntő
| #  | Versenyző                                               | Kategória            | Eredmény |
| -- | ------------------------------------------------------- | -------------------- | -------- |
| 1  | Somogyi Péter (hegedű)                                  | szólóhangszer        | Győztes  |
| 2  | Lázár Zsigmond (hegedű)                                 | szólóhangszer        | Döntős   |
| 3  | Csík Laura (zongora)                                    | szólóhangszer        | Győztes  |
| 4  | Rácz Csilla (zongora)                                   | szólóhangszer        | Döntős   |
| 5  | Tóth Orsolya és Baranyai Péter (cimbalom)               | szólóhangszer        | Döntős   |
| 6  | Zalka Máté Katonai Műszaki Főiskola rézfúvós kvintettje |                      | Győztes  |
| 7  | Balogh Béla (cigánytánc)                                | néptánc              | Győztes  |
| 8  | Balla Zoltán és Fehér Erika                             | néptánc              | Győztes  |
| 9  | Martenica együttes                                      | néptánc              | Győztes  |
| 10 | Farkas Katalin (dzsesszbalett)                          | tánc                 | Győztes  |
| 11 | Biomechanikus tánccsoport (diszkótánc)                  | tánc                 | Győztes  |
| 12 | Papp Csaba és Szántó Gabriella (sztepptáncosok)         | tánc                 | Döntős   |
| 13 | Baráti Kör Kamarakórus                                  | kamarakórus          | Győztes  |
| 14 | Canticum Kvartett                                       | kamarakórus          | Győztes  |
| 15 | Ghyczy Tamás (bűvész)                                   | egyéb #1             | Győztes  |
| 16 | Forrás Csaba (egyensúlyozó)                             | egyéb #1             | Győztes  |
| 17 | Szélkiáltó együttes (megzenésített versek)              | egyéb #2             | Győztes  |
| 18 | Figurina bábegyüttes                                    | egyéb #2             | Döntős   |
| 19 | Falusi Mariann (dzsesszének)                            | ének #1              | Győztes  |
| 20 | Kaszab Tibor                                            | ének #1              | Döntős   |
| 21 | Keszler Éva (opera)                                     | ének #2              | Győztes  |
| 22 | Tepliczky Beáta (népdal)                                | ének # 2             | Döntős   |
| 23 | Studium Dixieland Band                                  | jazz                 | Győztes  |
| 24 | Sárvári Dixieland Band                                  | jazz                 | Döntős   |
| 25 | Front                                                   | jazz                 | Döntős   |
| 26 | Smog                                                    | pop-rock             | Győztes  |
| 27 | Pokolgép                                                | pop-rock             | Döntős   |
| 28 | Szokolai Péter (mese)                                   | vers- és prózamondás | Döntős   |
| 29 | Földesi Judit                                           | vers- és prózamondás | Döntős   |
| 30 | Jónás Judit                                             | vers- és prózamondás | Győztes  |
| 31 | Józsa Mihály                                            | vers- és prózamondás | Döntős   |

## Érdekességek
- A néptáncos kategóriában mindhárom döntős részvevőt győztesnek hirdették ki.
- Canticum Kvartett és Forrás Csaba (egyensúlyozó) is 1 pt-al kevesebbet szereztek, de őket is győztesnek hirdették ki és mehettek a kubai nyereményutazásra.
- Forrás Csaba egyensúlyozóművész később Mr. Fontana művésznéven vált ismertté.[7]
- A Pokolgépet a zsűri először kiejtette az értékelésében felmagasztalt, tehetséges, újhullámos Dopping-G (G, mint Gombóc, azaz Czakó Ildikó) együttessel szemben. Nézői szavazatokkal jutott be a középdöntőbe. Érdekes módon, ha a Pokolgép nem jutott volna tovább, nem lett volna, csak egy rockzenekar a középdöntőben. Ott ugyanebből a párosból, ugyanazokat a dalokat meghallgatva, meglepő módon a zsűri ellentétes értékelést adva, a Pokolgépet juttatta tovább, főleg Benkó Sándor agitációjának hatására, aki még a Pokolgép akkor megjelent kislemezét is felmutatva dicsérte „zsűrizés” címén. A döntőben a Pokolgép a Smog együttessel szemben maradt alul.
- Pokolgép együttes előadott dala a Ki mit tud?-on: Kegyetlen asszony.[8]
- Smog együttes tagjai: Szász Zsolt (trombita), Makó László (szaxofon), Rosenberg Tamás (dobos), Barna József (basszusgitár), Szekeres István (szólógitár), Jezerniczky Csaba (ritmusgitár)[9]
- Smog együttes előadott dalai a Ki mit tud?-on: Robot, Zsíroskenyér[9]
- A Figurina-bábegyüttes tagjai: Siklósi Gábor, Fers Klára, Kakas Éva és Wesztl László.[10]